# Любаєв Павло Кирилович
Павло́ Кири́лович Люба́єв (ерз. Павел Кириллович Любаевень, рос. Павел Кириллович Любаев; 24 грудня 1919, с. Пікшень, Большеболдинська волость, Лукоянівський повіт, Нижньогородська губернія, РСФРР — 29 серпня 2013, м. Саранськ, Республіка Мордовія, Російська Федерація) — ерзянський письменник, перекладач. Член Спілки письменників СРСР. Заслужений письменник Мордовської АРСР. Учасник німецько-радянської війни. Переклав ерзянською мовою поему Тараса Шевченка «Катерина».

## Життєпис
Народився в ерзянській родині. Закінчив у 1935 році школу сільської молоді.
1938 закінчив Мордовський робітничий факультет.
Відтоді працював журналістом.
Під час Другої світової війни служив у сталінській терористичній організації СМЕРШ. Брав участь у боях за Ленінград.
Після війни служив у правоохоронних органах Мордовії. Пройшов шлях від оперуповноваженого райвідділу до заступника начальника відділу кадрів МВС Мордовії.
1950  закінчив Куйбишевську офіцерську школу МВС.
1961  закінчив Мордовський державний університет.
1971 пішов у відставку з правоохоронних органів у званні підполковника внутрішньої служби. З того часу активно займався творчою діяльністю.
```
Друкувався в ерзянських і російських журналах 
«Сятко»
, 
«Мокша»
, 
«Чилисема»
, 
«Нева»
, 
«Волга
[ru]
», 
«Звезда
[ru]
», 
«Аврора
[ru]
», «Советский воин» (нині 
«Воин России
[ru]
»), а також у газетах 
«Литературная Россия
[ru]
», 
«Литературная газета»
, 
«Нижегородская правда
[ru]
»
[
9
]
.
```

Також активно займався перекладацькою діяльністю. Переклав ерзянською мовою чимало віршів Олександра Пушкіна, Михаїла Лєрмонтова, Ніколая Нєкрасова.
Помер 29 серпня 2013 року у віці 93 років.
Творчість письменника перекладена російською, угорською, узбецькою, румунською, марійською, татарською, удмуртською, чуваською та іншими мовами.

### Сім'я
Дружина — Ніна Петрівна Любаєва. Донька — Наталія Павлівна Самаркіна, заслужений працівник культури Республіка Мордовія, почесний працівник загальної освіти РФ, дійсний член Академії російської словесності і витончених мистецтв ім. Г. Р. Державіна.

## Творчість
Основна тематика творів Любаєва — події війни, краса природи рідного краю, материнство. Написав близько 400 віршів. Окремі його поетичні твори уміщено до «Антології мордовської поезії»
Видав багато поетичних збірок та книг, серед яких найвідоміші:
- За мир Мирэнть кис: стихть (укр. За мир: вірші) / Любаевень П. К. — Саранск: Мордовской государственной издательствась, 1950. — 47 с.
- Ялгань вал: стихть (укр. Слово товариша: вірші) / Любаевень П. К. — Саранск: Мордовской книжной издательствась, 1958. — 64 с.
- Пичень гайть: стихть (укр. Сосновий дзвін: вірші) / Любаевень П. К. — Саранск: Мордовской книжной издательствась, 1967. — 71 с.
- Валдо ведьбайге: стихть (укр. Світла крапля: вірші) / Любаевень П. К. — Саранск: Мордовской книжной издательствась, 1972. — 71 с.
- Толбандянь сяткт: стихть, балладат ды поэма (укр. Іскри багаття: вірші, балади і поема) / Любаевень П. К. — Саранск: Мордовской книжной издательствась, 1979. — 143 с.
- Кемема: стихотвореният ды балладат (укр. Віра: вірші і балади) / Любаевень П. К. — Саранск: Мордовской книжной издательствась, 1990. — 88 с.
- Васенце теште: документально-художественной повесть (укр. Перша зірка: документально-художня повість) / Любаевень П. К. — Саранск: Мордовской книжной издательствась, 1994. — 80 с.

### Любаєв і Україна
Переклав ерзянською мовою твори з української літератури, зокрема поему Тараса Шевченка «Катерина», уривок з поеми «Великий льох», а також вірші Лесі Українки, Павла Тичини, Володимира Лучука та ін.
За активну участь у популяризації творів Тараса Шевченка в Мордовії був нагороджений Шевченківською ювілейною медаллю до 125-річчя з дня народження поета.
У 1980 році письменник відвідав Україну, ставши учасником свята «Чуття єдиної родини», яке проходило у Чернігові.
Перебував у дружніх творчих стосунках з багатьма українськими письменниками, зокрема з Романом Лубківським, Володимиром Лучуком, Петром Горецьким та ін.

## Пам'ять
У 2005 році рішенням Пікшенської сільської ради місцевій бібліотеці присвоєно ім'я письменника.

## Нагороди
- Орден Вітчизняної війни ІІ ступеня;
- Медаль «За бойові заслуги»;
- Медаль «За оборону Сталінграда»;
- Почесні грамоти Президії ВР Мордовії, почесні грамоти МВС СРСР;
- Орден Катерини Великої Академії російської словесності[15];
- Медаль «В ознаменування 110-річчя від дня народження Сергія Єсеніна»;
- Медаль імені Г. Р. Державіна;
- Медаль «За збереження традицій в російській літературі»[16].